# Kabinett Schmid I
Das Kabinett Schmid I (offiziell Staatssekretariat) bildete vom 16. Oktober 1945 bis zum 10. Dezember 1946 die Landesregierung von Württemberg-Hohenzollern. Das Staatssekretariat wurde von der französischen Besatzungsmacht als provisorische Regierung gegründet.
Mitglieder dieser Regierung trugen die Bezeichnung Landesdirektor. Dabei war die Regierung in sechs Landesdirektionen gegliedert, denen jeweils ein Landesdirektor vorstand. Die Landesdirektoren bildeten das Direktorium, welches Carlo Schmid zum Präsidenten des Staatssekretariates wählte. Schmid übernahm daneben das Landesdirektorium für Justiz sowie das Landesdirektorium für Kultus, Erziehung und Kunst.
Das Staatssekretariat übte zunächst sowohl die Legislative als auch die Exekutive aus, war aber streng an die Weisungen der französischen Militärverwaltung gebunden.
| Amt                                                                                                | Name            | Partei | Partei    |
| -------------------------------------------------------------------------------------------------- | --------------- | ------ | --------- |
| „Staatspräsident“, genauer Präsident des 1. Staatssekretariates Justiz Kultus, Erziehung und Kunst | Carlo Schmid    |        | SPD       |
| Inneres                                                                                            | Lothar Rossmann |        | SPD       |
| Arbeit                                                                                             | Clemens Moser   |        | CDU       |
| Finanzen                                                                                           | Paul Binder     | CDU    |           |
| Wirtschaft                                                                                         | Gustav Kilpper  |        | parteilos |